# Parque John Lennon

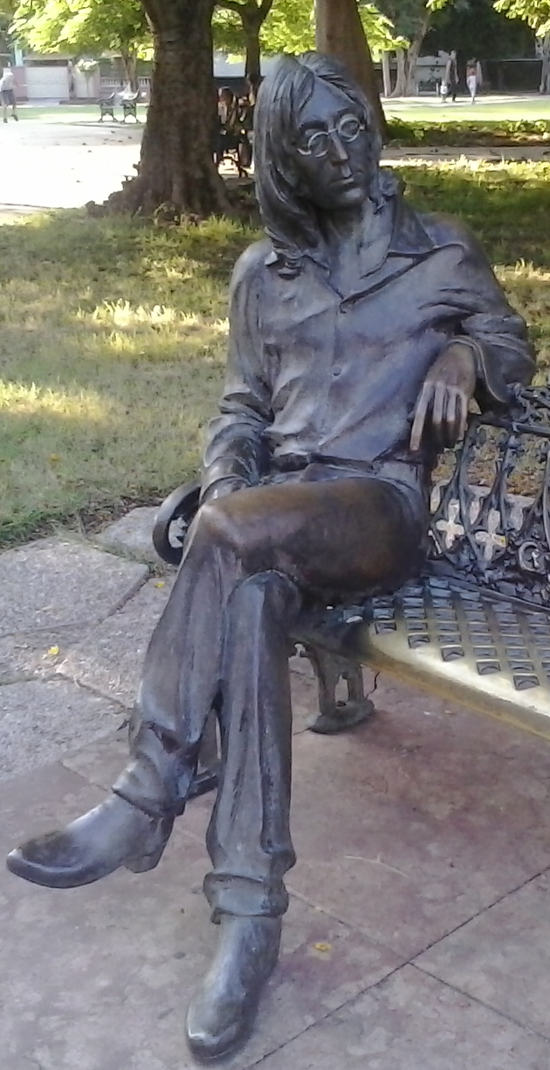
Uma estátua de John Lennon

O Parque John Lennon é um parque público localizado no distrito de El Vedado, em Havana, Cuba.
Em um dos bancos do parque, perto da esquina das ruas 17ª e 6ª, há uma escultura do antigo membro dos Beatles John Lennon, feita pelo artista cubano José Villa Soberón. Lennon está sentado na metade direita do banco. Em um azulejo de mármore no pé do banco, há a seguinte inscrição: "Dirás que soy un soñador pero no soy el único" John Lennon, que é uma tradução para o espanhol da letra de "Imagine".

## Referências

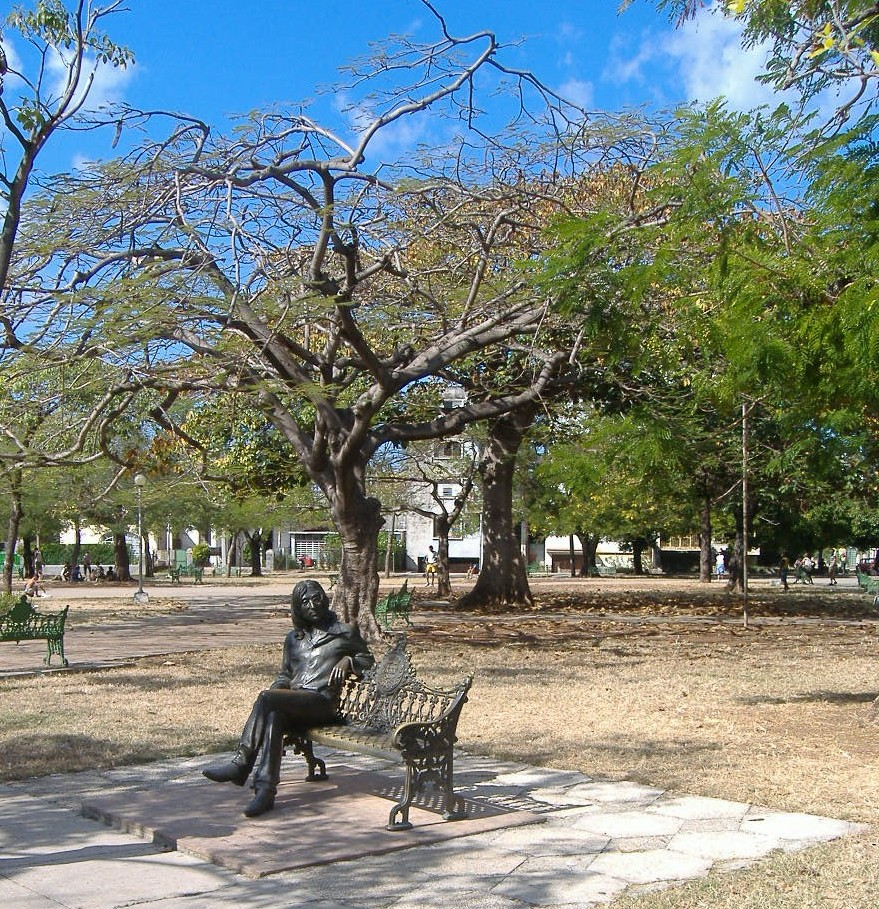